# Barnard Castle (slott)
Barnard Castle är en medeltida slottsruin i norra England. Den ligger i orten Barnard Castle i grevskapet Durham, 400 km norr om London. 
Slottet uppfördes omkring år 1100 av Guy I de Balliol. Det var kvar i släkten Balliols ägo till 1296 då den överfördes till biskopen av Durham i samband med att John Balliol utnämndes till kung av Skottland. Slottet tillhörde familjen Neville från början av 1400-talet och fram till Northern Rebellion 1569 då Charles Neville, 6:e earl av Westmorland tvingades fly landet. Under några år under rosornas krig uppehöll sig Rickard III på slottet. På 1600-talet övergavs Barnard Castle.